# Intermeco
Intermeco (tal. intermezzo, od lat. intermedium - posrednik) je instrumentalni odlomak koji se umeće među cjeline u vokalnim ili glazbeno-scenskim djelima. U 19. stoljeću samostalna skladba ili dio većeg djela. U operi se intermeco umeće između činova ili scena za premošćivanje radnje, slično antraktu.